# 母乳フェティシズム

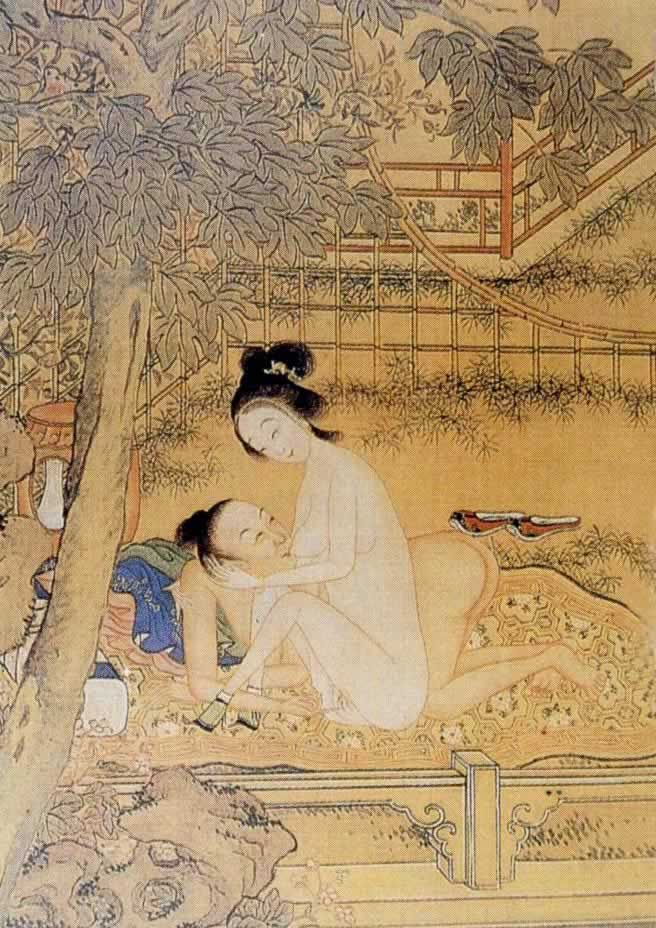
授乳を愉しむ男女を描いた中世中国の春宮画(明代頃)。母乳を性的に愉しむフェティシズムは古来より洋の東西を問わず存在していた。

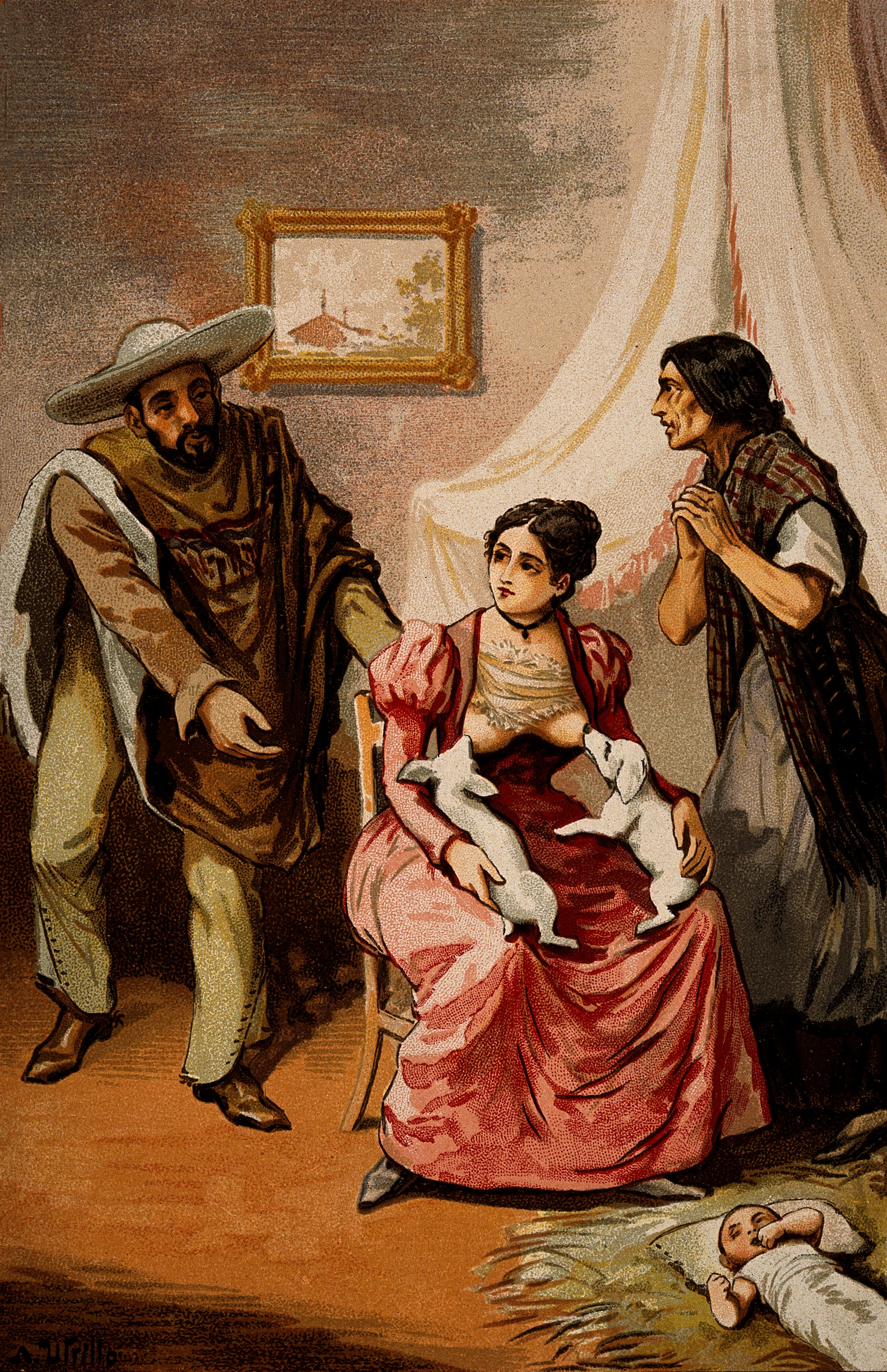
スペインの芸術家アントニ・ウトーリョにより描かれた「二匹の仔犬に授乳する女性」。女性の足元には敷き藁の上に彼女自身の赤子が寝かされており、使用人である両隣のメキシコ人夫妻が女性に対して犬よりも赤子に乳を与えて欲しいと懇願している構図である。

母乳フェティシズム（ぼにゅうフェティシズム、Milk fetishism）は、女性の乳房から母乳が分泌されるシチュエーションに対して執着して性的興奮を得るフェティシズムの一種。英語圏ではエロティック・ラクテーション(Erotic lactation)とも呼ばれる。ミルク・フェティシズムやラクトフィリア(lactophilia)とも呼ばれる。

## 概要

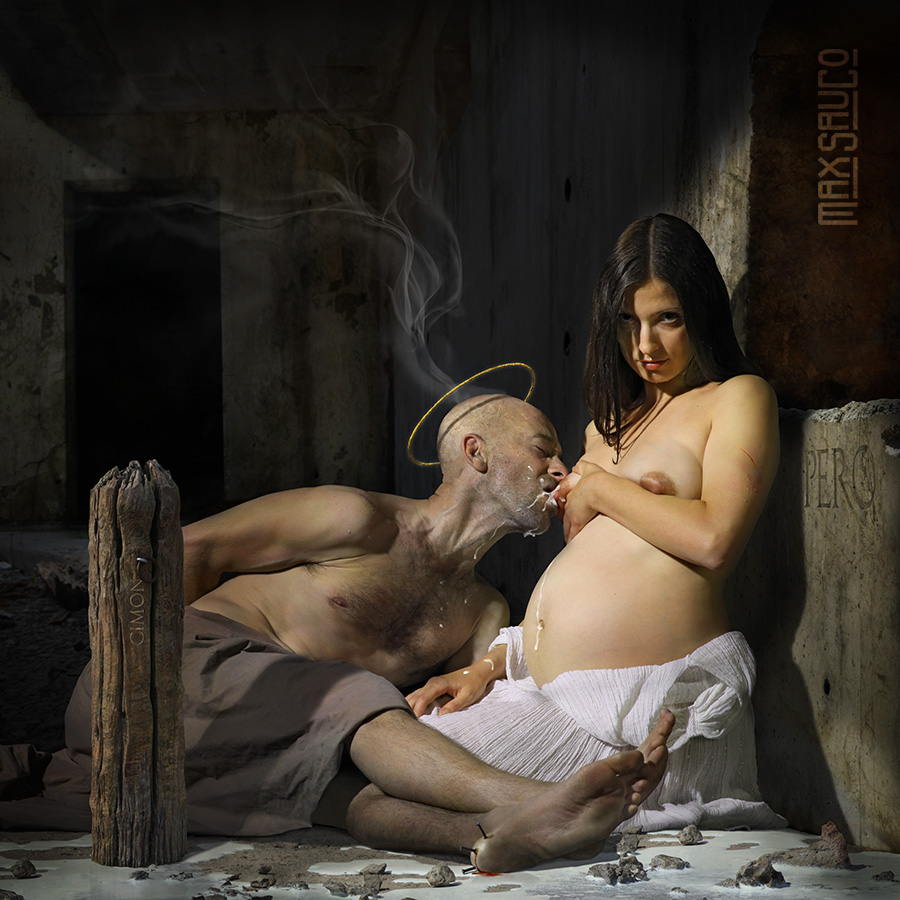
ロシアの写真家マックス・サウコがフィルムアートとして製作したカリタス・ロマーナ(2011年)

女性が妊娠中期から出産後に母乳を分泌することはきわめて生理的な現象であり、授乳による母乳栄養は育児の際のごく当たり前の光景である。それに対する好奇心は誰でもが持つが、好奇心にとどまらず固着した場合、母乳フェティシズムと言える。欧米ではミルキング(Milking)やラクテーション(Lactation)などと呼称する、乳房を搾って乳首から母乳を吹き出させるソフトコアのジャンルがあり、日本のアダルトビデオでも泌乳期の人妻がAV女優として出演する「母乳もの」と呼ばれるジャンルが存在している。生理現象としての母乳の分泌は基本的に妊娠・出産と連動するため妊婦フェティシズムとオーバーラップすることが多い。
公的な場での授乳が社会的に寛容な欧米では、カップルが出産前の性交時に女性の乳首への経口刺激を経験することで、出産後の母乳育児へスムーズに移行できるものと考えられており、レズビアンにおいては泌乳期の女性同士が互いに授乳しあうことは、愛情と優しさの深さを表すものとみなされてきた。カップルや夫婦の意図の有無を問わず、何らかの形で母乳が絡んだ性交は、新生児の出産後一般的に授乳期間とされる12か月目の辺りまでは誰もがある程度は経験するとされる。出産後の女性はしばしば就寝中に乳房への刺激で無意識に射乳してしまうことがあるためである。しかし、欧米では実際の夫婦がホームビデオで撮影したハメ撮り映像を除いては、異性愛を題材としたハードコアポルノであえて母乳を介在させる作品はニッチであり、多くは近親相姦のタブーからあまり良くない行為であると連想されている。
その一方で、新生児が出生12ヵ月を越えておおむね24ヵ月ごろまで新生児本人が望む限り授乳を継続させる過期授乳は、母親の子に対する愛情の深まりと同時に、母子双方の健康状態の改善にも効果があるとして、近年になって欧米の一部の授乳活動家により推進されつつあるが、過期授乳期を含む母乳育児期間中に夫などのパートナーが母親から定期的な授乳を受けることで、母親の授乳対象が離乳を終えた新生児からパートナーへと移行し、ある人物が継続して一人または複数の女性と授乳関係になる成人授乳関係(Adult Nursing Relationship、ANRとも)が成立した事例が報告されている。ANRが成立した女性は新生児への授乳期が終わった後も「母乳の需要者が存在し続ける限り」母乳が継続して分泌され続ける。ANRにおける泌乳は必ずしも妊娠・出産、あるいはパートナーとの性交を経験する必要はなく、パートナーが一日に数回程度定期的に乳首を吸い続けたり乳房をマッサージする、あるいはドーパミン拮抗薬のドンペリドンなどを併用し、長期的に女性の泌乳を促し続けることで人為的に誘発できるという。ANRにおける人為的な泌乳誘発は、その女性が「この人物を授乳対象としたい」と強く願うことも必要であるため、その女性が経産婦であるほど成功しやすいとされるが、出産を経験していない女性や閉経期を過ぎた女性でANRが成立した事例も報告されており、時には男性の泌乳に見られるように、男性でも成立する場合があり得るという。ANRは必ずしもパートナーとの性的関係だけが動機になるとは限らず、新生児の生育に問題が生じて保育器での長期療養が必要となった場合など、何らかの理由により長期間母乳育児が中断する際に、母親の泌乳能力を維持するためにパートナーや第三者が母親から授乳を受け続けたことにより成立する場合もある。
なお、イギリスの高級紙サンデー・タイムズが2005年に行った調査では、調査対象の全夫婦の25%から33%が「(授乳行為の有無に関わらず)妻の乳房を吸ったことがある」と答えたといい、その動機として「乳房に対する本能的、感情的な欲求によるもの」であったとしている。オランダでも学術誌セクシャル・アンド・リレーションシップ・セラピーが母乳育児と性的刺激に関する調査を過去数度にわたり実施しており、1999年の調査では母乳育児中の母親の33%から50%が新生児への授乳に対して何らかの性的感情を抱いており、その内の25%はその感情が罪深いものという認識に至っていたという。1988年の調査では34%の母親が授乳中に性的興奮を自覚し、その内の71%が授乳時に子宮収縮を含む性的快感を実感していたとされており、これよりもさらに古い1949年の調査では、出産後から12か月までの一般的な母乳育児期間中に母親側の意思により母乳育児を中断した事例の中に、少数ではあるが授乳中の性的快感が強すぎて母親がオルガスムスに達してしまったことが原因という事例が報告されたこともあるという。
一部の女性は自身の、あるいはパートナーの手で直接自らの乳房から搾乳されることに性的な悦びを体感するとされており、中には搾乳器による強制的な搾乳により強い性的快感を感じる者もいるとされる。彼女達は新生児の離乳後も自発的に搾乳を続ける場合があるとされており、その理由として「母乳を生成する行為に女性らしさを感じる」ことを挙げているという。性的ロールプレイのうち、いわゆる赤ちゃんプレイにおいては、母親役の女性が実際に母乳が出るか否かはロールプレイヤー双方、特に赤ちゃん役を演じる者にとっては性的興奮をより高める上で重要な要素となりえる。BDSMにおいては、母乳はトップの女性がボトムの服従に対して与える報酬、ボトムの女性がトップのためだけに搾乳される被虐心を煽る小道具、あるいはトップがボトムの女性に対して強制的な給餌を命令する際の食材としての役割を果たす。
世界的には泌乳中の女性が母乳を与えることを前提とした売春行為が時折報じられており、2003年にはニュージーランドで母乳プレイ専門の売春宿が報告されたほか、厳密には売春とは言えないが、中国では母乳を用いた料理を提供する中華料理店の存在が報じられた。中国では2013年にも深圳市にて授乳対象者の年齢を問わず乳母を派遣することを謳った人材派遣会社が南方都市報により報じられて物議を醸し
、日本でも2015年に東京都新宿区歌舞伎町内に有料で母乳を提供する「母乳バー」が開業したことが報じられている。

## 歴史

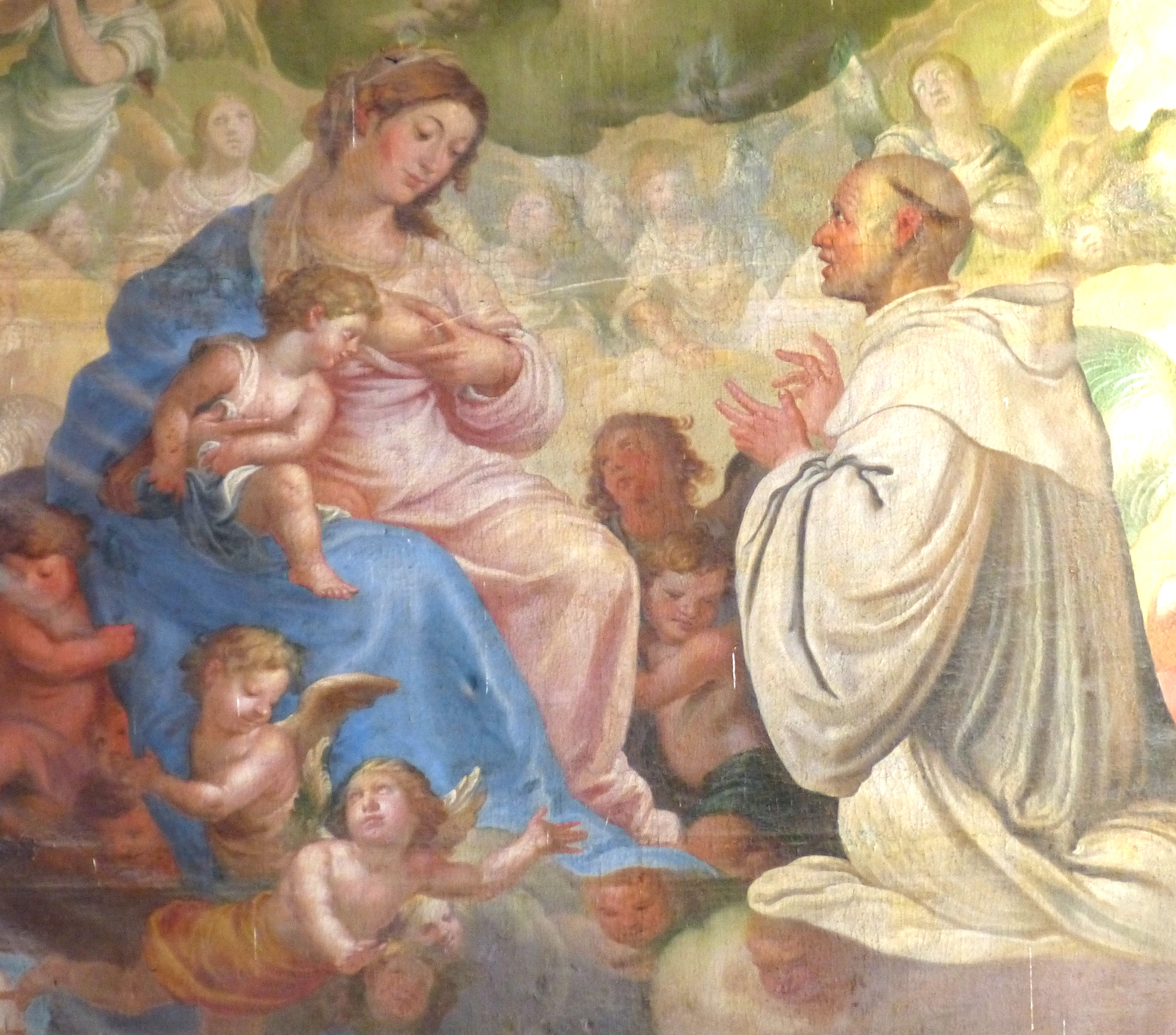
ドイツの画家ヨハン・マティアス・カーガーにより描かれた聖バーナードの授乳(1619年)

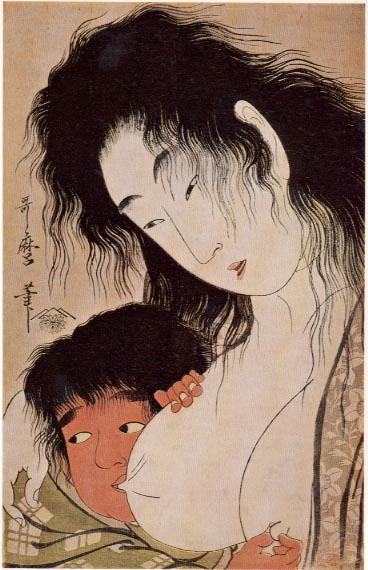
喜多川歌麿が描いた『山姥と金太郎』の授乳画(18世紀前後)。

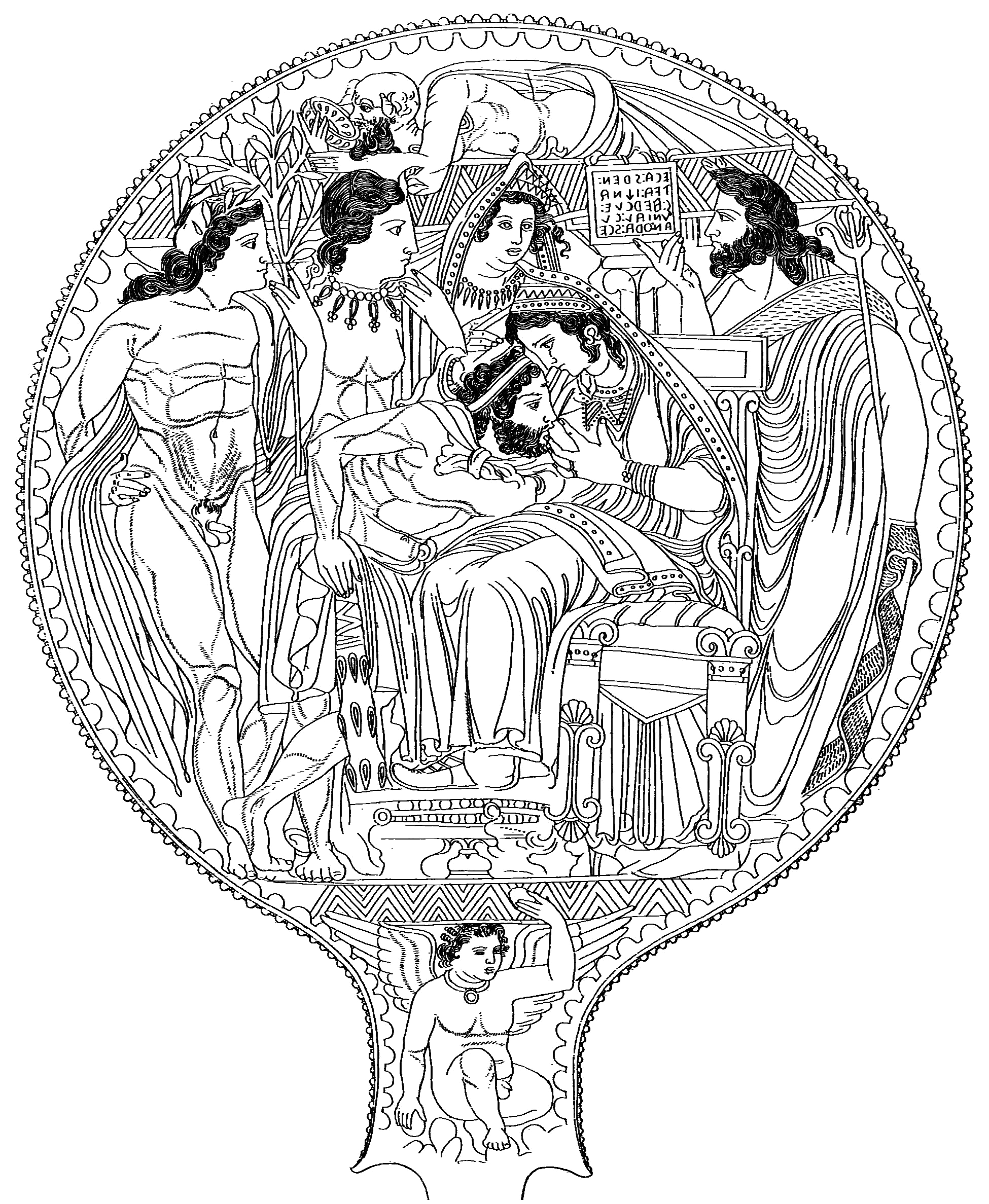
エトルリア人の遺物、ヴォルテッラの銅鏡(紀元前325年-紀元前300年ごろ)に描かれた『最高神ユニの授乳を受けるヘラクル』の構図

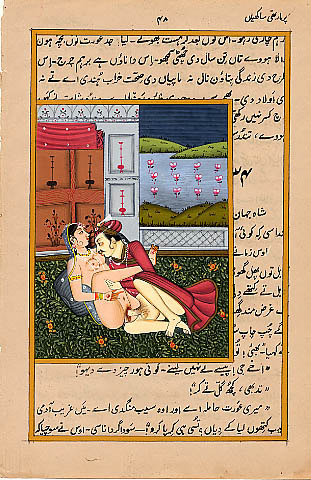
カーマ・スートラ(19世紀頃の写本)における授乳プレイの挿絵

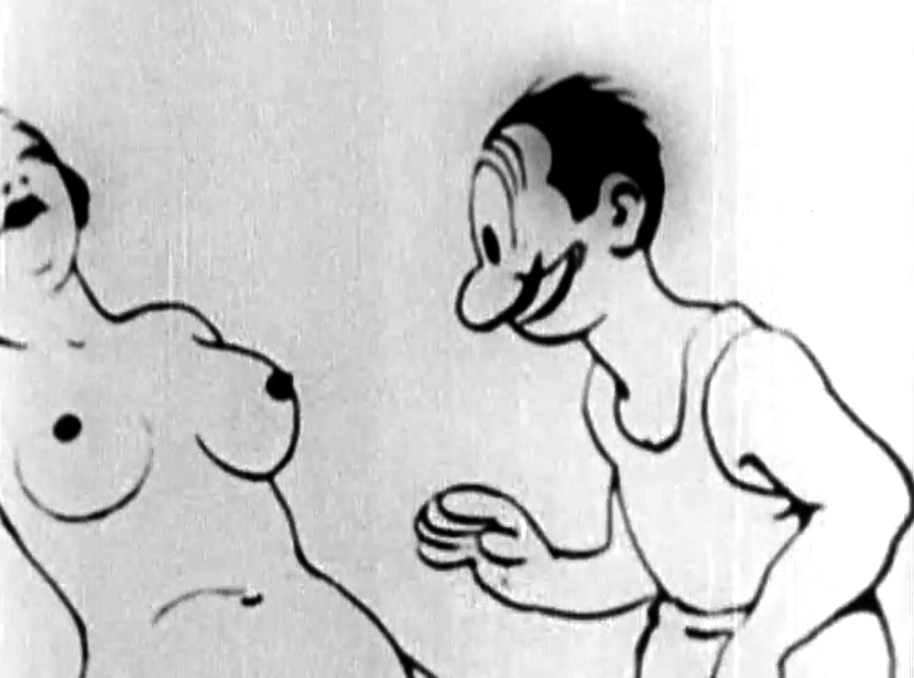
エヴァレディ・ハートンの埋もれた財宝(1929年)における授乳シーン。この後主人公は女性の乳房を手で搾乳して母乳を飲み、男性器をいきり立たせる。

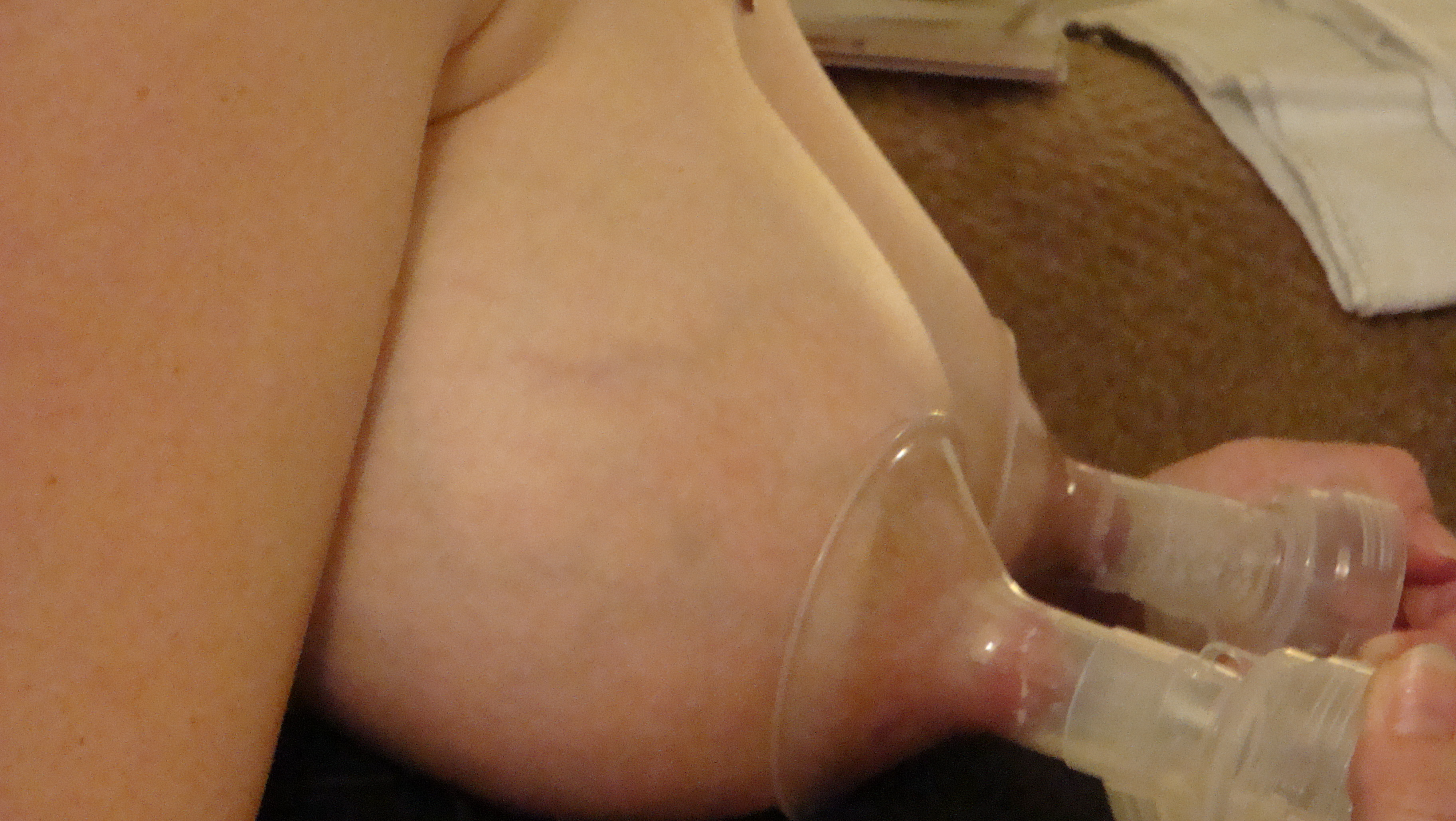
手動式搾乳器による乳搾り。手動・電動問わず、搾乳器は本来は新生児特定集中治療室で療養中の未熟児に実母の母乳を提供するための医療器具であるが、母乳フェティシズムを描いたフィクションでは性的描写を行う際の定番の小道具ともなっている。

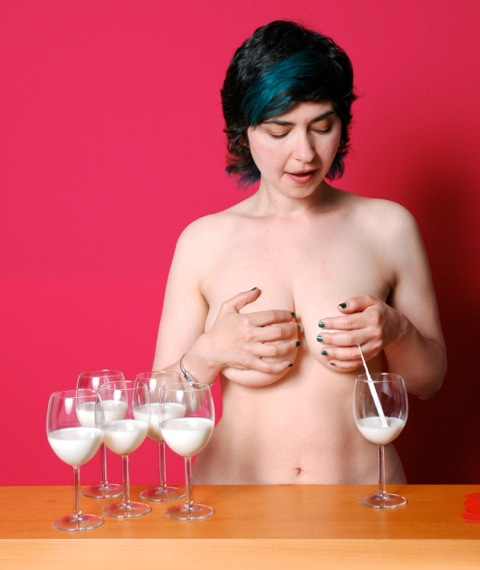
カナダのパフォーマンスアーティスト、ジェス・ドブキンが自らを題材に制作した『ラクテーション・ステーション』(2006年)。このような構図もまた、母乳フェティシズムを描いたフィクションにおける母乳描写の定番である。

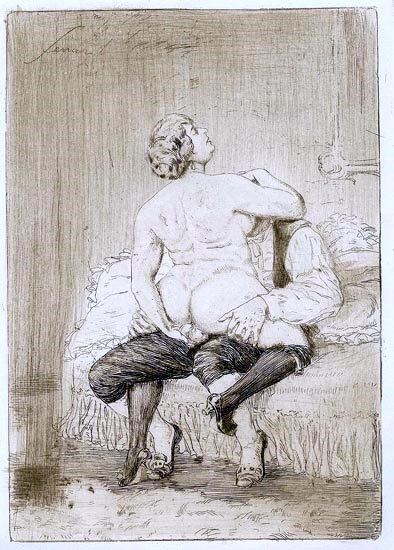
ドイツのイラストレーターハインリッヒ・ロッソウが描いた対面座位。男女の体格差にも因るが、騎乗位など男女が互いに向かい合う性交体位は授乳の姿勢を取り易い。この時女性が泌乳期であれば授乳プレイが成立し、更に男女の片方でも授乳という行為に性的な歓喜を抱くようであればその時点で母乳フェティシズムが成立しうる。加えて男女双方が母乳フェティシズムの性向を強く有していた場合、継続した授乳関係が成立するANRに発展する可能性が高くなる。

母乳に対する性的倒錯が歴史上初めて現れた例としては、古代ローマ帝国の作家ヴァレリウス・マキシムスが伝説的な説話として著した、ローマの慈愛(ローマン・チャリティー、カリタス・ロマーナ、キモンとペラとも)にまで遡ると言われる。飢餓による事実上の死刑宣告を受け絶食状態で投獄中の父キモンを救うため、獄中で自らの母乳を与え続けて父の飢えと渇きを癒し、看守の同情を得た末に最終的に父の助命をも勝ち取った娘のペラの逸話は、後世の画家たちによって写実的に、あるいはエロティックに描かれることとなり、今日の母乳フェティシズムの嚆矢となったと言われる。
古代ローマでは共和政ローマの時代から、貧しく栄養状態が悪いことから母乳の出が芳しくない母親のために、泌乳量が多い女性が共同で乳母(ウエット・ナース)を務めるボランティア施設であるコラムナ・ラクタリアが制度として確立しており、その後も商業的に活動するウエット・ナースが欧州社会には残り続けていた。その中で、大人を対象に授乳活動を行うウエット・ナースが現れ始め、実際に産業革命前のイギリスでは医師が様々な疾患の治療のためにウエット・ナースによる授乳を指示した事例が記録されているという。
それより古い時代では、紀元前300年代にイタリア半島の古民族であるエトルリア人が残した銅鏡の中に、成人男性が授乳を受ける構図が描かれている。この構図は銅鏡の銘文からギリシア神話におけるヘーラクレースとヘーラーの神話『天の川の起源』を翻案したものとされており、「エトルリア人の最高女神であるユニが、息子である男神ヘルクルに自らの母乳を与え、ヘルクルはオリンピックの神々としての力を得た」という筋立てとなっている。元々のギリシア神話ではヘーラーの母乳を呑むヘーラクレースは赤子であり、ヘーラーとは直接の血縁関係は存在していない(ヘーラーから見て異母子ではあるが)上、授乳そのものも両者の合意があった上での行為としては描かれていない。ヘーラーの授乳を合意のある行為として描いたり、授乳を受けるヘーラクレースを成人として描いている例はエトルリア人とイタリック人が残したいくつかの遺物の中にしか存在しておらず、両民族の間では「成人男性が母親などの女性の同意を得て授乳を受ける行為は、戦士としての実力を得る過程の中で必要不可欠なもの」という理解があったものとみられる。
また、中世ヨーロッパではキリスト教の聖人クレルヴォーのベルナルドゥス(聖バーナードとも)が経験した奇跡の中に母乳に関する逸話が残されており、視覚障害に苦しむベルナルドゥスが聖母マリア像に祈りを捧げた際、マリアの左の乳房からベルナルドゥスの眼に向けて母乳が放たれ、射乳を浴びたベルナルドゥスは視力を回復したとされており、この奇跡も多くの芸術家により「ローマの慈愛」同様に様々な形の絵画や彫像として残された。
同時期、ヨーロッパの各地で「ネプチューンの噴水」と呼ばれるオブジェが制作されているが、イタリアのボローニャに存在するネットゥーノの噴水(1566年)は、最下段の四隅に「両乳を自らの手で搾り噴乳を行う女神達」が配置されていることで知られる。この噴水はローマ教皇ピウス4世の治世を顕彰する目的で、イタリア枢機卿ピア・ドナート・チェシの依頼により、トマソ・ローレッティやジャンボローニャらの合作で制作されたものであるが、他の地方や国家で制作された同名の噴水ではこのような構図は採られておらず、このような構図をあえて採用した制作者の意図や、依頼者であるチェシ枢機卿がなぜこのような構図を承認したのか(そもそも事態の進行を把握していたのか)といった点は不明である。しかし、結果として噴水は近隣の市場関係者の野菜洗いや、近所の主婦による洗濯などのほか、不法に設置された女性用小便器を介して各種の猥褻行為を誘発する事態を招いてしまい、これを重く見たボローニャ当局により1604年に噴水周辺に高い鉄柵が張り巡らされ、1888年に撤去されるまでボローニャ市民は噴水に近寄ることもできなくなってしまった。しかし、設置当初様々な物議を醸したこの噴水も、自動車メーカーのマセラティがコーポレートアイデンティティを確立する過程の中でトライデントのロゴのモチーフにされるなど、ボローニャ市民にとっては大切な観光資源として認知されている。
1903年、ドイツの哲学者カール・バッテンステッドは、結婚に関するガイドブック「DieGlücksehe - Die Offenbarung im Weibe、eine Naturstudie」(幸福の結婚 - 女性の啓示、自然からの研究)において、夫婦間での授乳について言及しており、授乳中の母親が一時的に月経が停止する泌乳性無月経(Lactational Amenorrhea Method、LAMとも)を積極的な避妊法として用い、家族計画に生かすことを推奨していた。バッテンステッドは授乳期間中の夫婦間での授乳行為が妻にとって楽しい行為であればあるほど、避妊の効果が増すとして夫の積極的な授乳参加を促しており、この避妊法はLAMルールと呼ばれて戦前期のドイツで一時的な流行を見せた。バッテンステッドの理論は医学的には正しいもので、旧来欧州で知られていた経験則上もウエット・ナースを常時雇用できる貴族階層の女性ほど、母乳育児が必須な低所得層の母親と比較して短期間に数多くの子供を妊娠するという知見として知られていたものであったが、著述としては母乳フェティシズムを煽る行為そのものとみなされており、アドルフ・ヒトラーのナチス・ドイツは1938年にバッテンステッドの著作を禁書とし、ナチス政権下のドイツ学界では彼の存在自体が無かったこととされた。
1929年にアメリカ合衆国で制作された史上初のアダルトアニメと言われるエヴァレディ・ハートンの埋もれた財宝では、主人公が「宝物」である女性の乳房を手で搾り、母乳を飲むシーンが描かれていた。東洋では古代インドで成立したカーマ・スートラには授乳を受けながら正常位や騎乗位で性交する挿絵が残されており、日本でも江戸時代に成立し浮世絵師による春画により今日まで伝えられている性交体位の四十八手では、対面座位系の「抱き地蔵」や「虹の架け橋」などが授乳を受けながらの性交に適しているとされている。
日本の浮世絵師では喜多川歌麿が『当世風俗通 女房風』など母子の授乳画を数多く残している。江戸時代当時は実母や乳母による公的な場での授乳は珍しいものではなく、歌麿の授乳画は一般的には当時の風俗の正確な描写であると解釈されているが、『山姥と金太郎』をテーマとした一連の作品群の中には「赤子と云うには既にかなり成長している金太郎が、山姥の授乳を受けながらもう片方の乳首を指で摘んで弄んでいる」という、一般的な授乳育児を描いた母子絵というよりも、むしろ春画に近い艶めかしい構図が描かれているものも存在している。通常の授乳育児を描いた創作物の多くは、洋の東西を問わず片乳のみをはだけさせて乳首を露出させないことが一般的であり、歌麿がなぜ両乳をはだけさせてあえて乳首を露出させる構図を採ったかの意図は判然とはしていないが、歌麿もまた春画の名手として後世に知られた浮世絵師の一人であることは事実である。
また、江戸時代の日本において、市中引き回しの際に、罪人に道中ある程度の自由を与える習俗があったものの、見物人の中に赤子に授乳している女性がいたことから、罪人が「あの女性の母乳が飲みたい」と所望し、実際にそれが叶えられたという事例が発生したことが原因で罪人に道中の自由が与えられなくなった事例があるとの報告がある。

## フィクションとしての母乳フェティシズム
2010年代現在、日本の成人向け漫画やアダルトゲーム、成人向け同人誌などのポルノグラフィやフィクション上では、経産婦や妊娠中の女性など実際に泌乳が可能な状態のキャラクターばかりでなく、妊娠とは関係無く性的興奮で母乳もしくはそれに類した乳汁が分泌される設定のキャラクターが登場する場合があり、授乳や搾乳を性交に絡める母乳プレイが登場する機会も珍しくなくなっている。こうした描写の氾濫により、より過激な画像を求める傾向も生まれ、男性の射精になぞらえて乳汁を噴出させながらオルガスムスに達するといった非現実的な表現もしばしば見られるようになった（後述）。
- フィクション上ではつわりと同様に、妊娠を表す記号として母乳の分泌が描かれることが多い。
- 中には「分泌」と言うより「噴出」と表現した方が適当なぐらいに、現実ではあり得ない勢いで母乳が飛び散るシーンも描かれることがある。また、大量に分泌された母乳をローション代わりにマットプレイやパイズリするシチュエーションも描かれる。
- 実際には母乳は乳首先端だけではなく乳輪からもある程度分泌されるものであるが、乳首の先端からのみ水鉄砲のように噴射する形で描かれることも多い。
- 搾乳器を使って母乳を搾り出すシチュエーションも存在するが、この場合は妊娠と連動しないことが多く、何らかの薬物を投与することにより無理矢理泌乳を誘発するというSM的な要素が付け加えられることも多い。百合ものと呼ばれる同人ジャンルにおいては、SMプレイの一環として搾乳器を用いて得られた(多くの場合ボトム側の女性の)母乳を、トップ側の女性が用いる張形などの性具に注入し、精液の代用としてボトム側の女性の膣や子宮内に「射精」する描写すら存在している。
- 女性キャラクター自ら、あるいは主人公の手による搾乳や、搾乳器を用いて搾り出した母乳をワイングラスやコーヒーカップに注いで直接的な飲料として愉しんだり、コーヒーやカクテルの割り材として用いるシチュエーションも存在しており、極端な場合には女性キャラクター自ら菓子作りにおける甘味料や、クリームシチューなど何らかの形で生乳を用いる料理の食材として、大振りなボウルを満たしてもなお途絶えないなどの非現実的な生成量を持つ自身の母乳を「有効利用」するパターンもある。
- 母乳プレイの対象となるキャラクターは巨乳に分類される女性であることが多いが、ロリータ・コンプレックス系の母乳フェティシズム作品の中には貧乳の少女達が泌乳し、母乳プレイが成立するまでの過程を描くものも存在する。なお、現実にも母乳の生成量と乳房の大小には相関関係は無いとされている。
- 赤ちゃんプレイの一環として授乳が行われるシチュエーションも存在しており、この場合は母親役のキャラクターが膝枕の姿勢で授乳しながら幼児語で語り掛けて赤子役の授乳対象者をあやしつつ、授乳対象者の性器を母親役のキャラクターが手淫する「授乳手コキ[注釈 5]」として描かれることが定番である。
- 女性キャラクターを膣内射精で受胎させることを目標とした妊娠フェティシズムの要素を含んだ作品では、女性キャラクターと主人公の間に産まれてきた新生児に授乳しながら性交したり、新生児と主人公がタンデム授乳を受けるシチュエーションが描かれることがある。この場合は「父親からの性的刺激が母親の泌乳をより促進する」といった真偽不明の理論が我が子を前にしての母乳プレイの理由付けにされることがお約束である。
- ストーリー上実際にこのような役割を持たせられたり、二次創作においてその役割を潜在的に期待される立場[注釈 6]にある女性キャラクターを題材としたファンアートでは、泌乳を象徴・暗示するシンボルとしてホルスタイン柄の衣装を着せたり、ホルスタインそのものの乳牛のコスプレを施して描かれることも多い。

こうした母乳フェティシズムを全面に押し出した作品や、授乳を受けながらヒロインと性交を行う授乳プレイシーンは、ヒロインの妊娠・出産という事態が必ずしもストーリー上の肯定的な経過として捉えられておらず、人妻や未亡人などの経産婦や30代以上の妙齢女性自体がヒロインとしては非常にマイナーであった1990年代ごろまでは一般的な存在ではなかったが、2000年代以降爆乳ヒロインや人妻NTR系作品の広まり、あるいは二次創作におけるカップリングものの広まりと並行してニッチな分野として定着し始め、2010年代以降は妊娠や出産がヒロインが迎える肯定的な結末の一つとして認知されるようになってきた結果、同人誌などの二次創作上でもカップリングの結末としての結婚や、妊娠中・出産後のプレイの中での授乳や射乳は必ずしも禁忌な表現では無くなってきている。